# Sadok (Seliger)

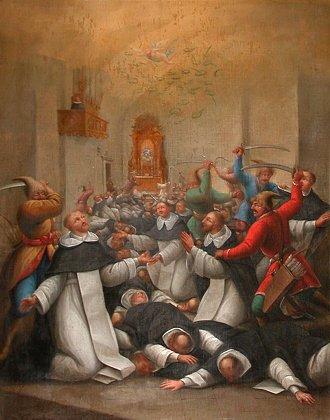
Sadok und die 48 Dominikaner von Sandomierz. Altarbild des 18. Jahrhunderts

Der selige Sadok, lat. Sadocus († 1260 in Sandomierz), war ein Dominikaner. Er gründete die erste Niederlassung des Ordens  in Polen und wurde mit 48 Mitbrüdern nebst zwölf Besuchern des Gottesdienstes bei der Belagerung von Sandomierz während des Mongolensturms 1260 in der Sankt-Jakobs-Kirche von Sandomierz ermordet. Am 18. Oktober 1807 wurden Sadok und seine Gefährten von Papst Pius VII. seliggesprochen. Ob Sadok mit dem vom hl. Dominikus selbst eingesetzten gleichnamigen Klostergründer und Prior aus Ungarn identisch ist, gilt in der Forschung als nicht völlig gesichert. Die katholische Kirche begeht den Gedenktag des hl. Sadok und seiner Gefährten am 2. Juni.